# Ciklični di-GMP
Ciklični di-GMP, ciklični diguanilat, c-di-GMP, je sekundarni glasnik koji učestvuje u prenosu signala u širokom varijatetu baterija. Ciklični di-GMP se ne koristi kod eukariota ili arheja. Biološka uloga cikličnog di-GMP je bila otkrivena kad je za njega utvrđeno da je alosterni aktivator celulozne sintaze nađene u Gluconacetobacter xylinus.

## Spoljašnje veze
- Cyclic+di-GMP на 